# Wall Street (film, 1929)
Pour les articles homonymes, voir Wall Street (homonymie).
Pour plus de détails, voir Fiche technique et Distribution.
Wall Street est un film américain réalisé par Roy William Neill et sorti en 1929, en pleine dépression économique.

## Synopsis
Roller McCray est un métallurgiste devenu un homme d'affaires impitoyable, dont les méthodes commerciales amènent un rival à se suicider. La veuve de celui-ci cherche à se venger en employant les mêmes méthodes.

## Fiche technique
- Réalisation : Roy William Neill
- Scénario :  Paul Gangelin, Norman Houston, Jack Kirkland[1]
- Producteur :  Harry Cohn
- Distributeur : Columbia Pictures
- Pays de production :  États-Unis
- Photographie : Ted Tetzlaff
- Montage : Ray Snyder
- Durée : 68 minutes
- Date de sortie : 
  - États-Unis : 1er décembre 1929

## Distribution
- Ralph Ince : Roller McCray
- Aileen Pringle : Ann Tabor
- Philip Strange (en) : Walter Tabor
- Sam De Grasse : John Willard
- Ernest Hilliard (en) : Savage
- James Finlayson : Andy
- George MacFarlane (en) : Ed Foster
- Fred Graham : Baring